# Руя (река, впадает в Буртниекс)
Ру́я (устар. Руио, Руе, Руие; латыш. Rūja; эст. Ruhja jõgi, Ruhijõgi, Ruhja) — река в Латвии и Эстонии. Приток Буртниекса, относится к бассейну Салацы.
Длина реки составляет 77 км (по другим данным — 85 км). Площадь водосборного бассейна равняется 962 км² (по другим данным — 992 км²). Объём годового стока — 0,29 км³. Уклон — > 0,5 м/км, падение — 40 м.
Вытекает из эстонского озера Рухиярв с юго-западной стороны на высоте 79 м над уровнем моря. Впадает в латвийское озеро Буртниекс с северной стороны на высоте 39 м над уровнем моря.